# Tarhan Abdulhak Hamid
Tarhan Abdulhak Hamid fue un poeta y dramaturgo turco, nacido y muerto en Estambul en el 2 de febrero de 1852 y 12 de abril de 1937. Nieto del médico personal de Abdul Hamid II; e hijo de un embajador y de una esclava. Estudió en Secundaria, y acompañado de un hermano suyo; fue a la embajada otomana en Francia donde trabajaba su padre para seguir con los estudios. Después volvió a Estambul, donde entró en una escuela de estilo francés para poder entender mejor el idioma. Volvió a seguir a su padre, a donde le llevó a la embajada otomana en Irán donde también aprendió el persa; hasta la muerte de su padre, donde Tarhan volvió a Estambul; donde empezó hacer trabajos políticos.
Allí es donde empezó sus primeras andazas en la poesía, gracias al conocer a famosos escritores y poetas de su país; donde publicó Macera_ik Ask, que son sus memorias en Teherán. En 1871 se casó con una mujer llamada Fatma; y en 1876 se convirtió en el embajador del Imperio Otomano en Francia; donde pudo conocer la literatura francesa. Pero iba a durar poco; cuando publicó en 1878 Nesteren, que representaba la rebelión hacia un tirano, por l que Abdul Hamid II, pensó que hablaba de él, por lo le hizo enfadarle y le quitó el puesto de embajador allí. No obstante, fue nombrado para otras embajadas, como en Georgia, Grecia y la India, pero una mala noticia le llegó cuando estaba en este último país en 1885. Su esposa estaba enferma, y él decidió el país para ir a Estambul, pero había llegado tarde, ya que Fatma murió en Beirut. Fue enterrada allí, y fue el origen de su poema Makber que se hizo muy popular en el país.
Otra obra, 'Zeynep fue el que hizo suspender en la embajada en Londres: obligado a regresar a casa, prometiendo no escribir más. Londres le perdonó y volvió su cargo de embajador en la ciudad. Se casó con su segunda novia, Nelly. Durante dos años de servicios en La Haya; en los Países Bajos; Londres, otra vez le pidieron que si podía ser embajador otra vez, y contestó que si. Pero regresó a Turquía, en 1900, ya que Nelly se puso enferma. En 1906, se convirtió en embajador otomano en Bélgica; y 1911, su esposa murió, y fue cuando contrajo matrimonio con su tercera esposa, Lucienne, belga en 1911. 
Perdió su trabajo por la culpa de la Guerra de los Balcanes, por lo que tuvo que volver a su país. Pasó un tiempo corto en Viena, Austria teniendo la culpa la Primera Guerra Mundial. Cuando Turquía se convirtió en una República; volvió otra vez a su país en 1923, y esta vez ni iba a salir de allí. Fue elegido como diputado en el parlamento turco, hasta su muerte en el 12 de abril de 1937, desconociendo las causas de su muerte.